# Castell de Creixell
El Castell de Creixell, al Tarragonès, és un castell de forma poligonal (nou cares) situat a la part més alta del poble, encimbellat damunt d'un talús prominent. Les parts més antigues del castell daten de finals del segle xi, encara que la major part del que podem veure és posterior al segle xvi.

## Història
El 1173 tenim notícia documentada del terme Creixell quan Ponç de Rajadell i la seva muller venen el castell de Montornès a la comunitat de Santes Creus delimitant-lo «ab oriente in termine de Crexello». Probablement, la construcció del castell data del 1190 quan el bisbe de Barcelona, Ramon de Castellvell, concedeix la Carta de Població a la vila de Creixell. A partir de 1277, la senyoria de Creixell pertanyia al prior del monestir de Sant Pere de Casserres de la comarca d'Osona. L'any 1358 consten 28 focs a «Crexell».
El 1572 se secularitza el priorat de Casserres i els seus béns van a passar al Col·legi de Jesuïtes de Betlem de Barcelona. L'any 1767 i degut a l'expulsió del jesuïtes, la vila i castell passà a mans de la corona, i després Salvador de Marc de Reus que regí la senyoria de Creixell fins a l'abolició dels drets senyorials al segle xix.. Avui en dia és de propietat privada i es troba en bon estat.

## Arquitectura
El talús de pedra està datat de finals del segle xi al segle xii. La resta, construïda en obra de maçoneria, ha anat evolucionant del del segle xiv al xix. Té planta poligonal, tres nivells d'alçada amb talussos exteriors i pati interior descobert. El portal d'entrada és adovellat amb arc de mig punt, les finestres de llinda recta i coronat amb merlets grans. Hi romanen la presó del s. XIV i el celler del segle xvi. L'estructura militar, força evident encara avui dia, ve dels segles xvi i xvii, quan degut als freqüents atacs pirates calia defensar-se dels saquejos dels corsaris i es va reforçar el sistema defensiu integrat pel castell i la muralla.